# Karl Knutsson (Bonde)
Karl Knutsson, oegentligt Karl VIII, född i oktober 1408 eller 1409, död 15 maj 1470, var svensk riksföreståndare 1438–1440, kung av Sverige 1448–1457, 1464–1465 och 1467–1470 samt som Karl I kung av Norge 1449–1450. Han var son till Knut Bonde och Margareta Karlsdotter (Sparre av Tofta). 
Karl Knutsson av släkten Bonde föddes 1408 eller 1409 som son till riddaren Knut Bonde och Margareta Karlsdotter och uppfostrades efter sin faders död 1413 hos sin styvfar Sten Turesson (Bielke). Vid arvskiftet efter modern 1429 mottog han godset Fågelvik i Småland, som var hans egentliga bostad innan han ägnade sig åt politik. I yngre år gjorde Karl Knutsson långa utrikesresor och lärde sig främmande språk och studerade krigskonst.

## Rikshövitsman, riksföreståndare och anfader
Efter den av Engelbrekt Engelbrektsson ledda folkrörelsens utbrott 1434 tog Karl Knutsson oavbrutet del i det politiska livet. Han slöt sig till Engelbrekt, då denne 1434 belägrade Stegeborg, och omnämnes samma år som medlem av rådet. Under de därefter följande striderna och underhandlingarna fick han så gott anseende att rådet 1435 vid förlikningen med kung Erik av Pommern satte honom främst på förslaget till drots. Kungen ogillade detta, och utnämnde honom i stället till marsk. Då upproret till följd av kung Eriks löftesbrott började på nytt, valdes Karl Knutsson, med förbigående av Engelbrekt, till rikshövitsman vid mötet i Arboga 1436. Visserligen måste han till en början, då allmogen tydligt visade sitt missnöje över valet, dela sin makt med Engelbrekt, men efter mordet på denne den 27 april 1436 blev han ensam härskare. Då den tappre men häftige Erik Puke sökte dra till sig Engelbrekts anhängare och göra Karl Knutsson makten stridig blev Erik Puke gripen och sänd till Stockholm, där drotsen lät avrätta honom. I mars 1438, då rådet ansåg sig ha kommit till "en vänlig förening och dagtingan" med kungen, avsade sig Karl Knutsson rikshövitsmannaskapet, men redan på hösten samma år, när kung Erik befann sig i Visby, utsåg ett riksmöte i Stockholm åter Karl Knutsson som riksföreståndare.
Drotsen Krister Nilsson (Vasa) arbetade emellertid för unionens upprätthållande och Eriks återinkallande. Karl Knutsson lyckades väl, sedan missnöjet kommit till öppet utbrott, tillfångata och förödmjuka sin medtävlare, men dennes åsikter hyllades fortfarande av flera i rådet. Sedan i Danmark hertig Kristofer av Bayern blivit vald till kung, ansåg sig Karl Knutsson därför inte längre kunna stå emot unionspartiet. Efter att ha krävt hela Finland och Öland som förläning, och senare vidgat kravet att omfatta även hela Svartsjö län, gick Karl Knutsson 1440 med på att Kristofer utsågs till kung. Karl Knutsson kom dock aldrig i full besittning av alla dessa stora förläningar. Krister Nilsson ville inte avstå Viborg, och 1441 fråntog kungen honom Åbo slott. Den gunst vari han till en början stått hos kungen, som utnämnt honom till sin drots, hade nämligen upphört, och efter 1441 vistades han under hela Kristofers regering nästan uteslutande i Finland. Endast en gång var han över till Sverige, nämligen 1446, då han deltog i Gotlandståget, och på Svartsjö firade sin dotter Kristinas bröllop med Erik Eriksson.

## Kung av Sverige och Norge
Så fort underrättelsen om Kristofers död (1448) hade nått Finland begav sig Karl Knutsson till Sverige, och vid det därefter anställda kungavalet 20 juni 1448 fick han de flesta rösterna. Vid valet skall visserligen lagens föreskrifter inte blivit fullt iakttagna, men 28 juni hyllades han formellt vid Mora stenar och blev sedan krönt till kung. Hans första regeringsföretag, ett försök att återförvärva Gotland, misslyckades genom Magnus Grens försumlighet och förräderi. Samtidigt kandiderade han för Norges krona och 20 november 1449 blev han av det nationella partiet vald till kung och kröntes i Trondheim. Ett annat parti, som dominerade i södra Norge, hade under tiden hyllat den danske kungen Kristian I. Visserligen sökte Karl Knutsson med härsmakt göra sitt välde gällande även där, men redan efter några veckor enades parterna om stillestånd, och att lösningen av tvisten skulle anstå till kongressen i Halmstad, där även frågan om Gotland och övriga tvistepunkter mellan Danmark och Sverige skulle avgöras. Vid detta möte, som hölls i början av maj 1450, förband sig de svenska ombuden, tvärtemot Karl Knutssons föreskrifter, att söka förmå honom avstå från sina anspråk på Norge. Tvisten om Gotland skulle däremot avgöras på ett följande möte. Dessutom uppgjordes en ny unionsakt, som vid endera eller båda konungarnas död skulle tillämpas.
Motvilligt måste kungen på riksmötet i Arboga samma år finna sig i mötets beslut; men den sammansvärjning, som några av ombuden ingått i syfte att inskränka hans rätt att fritt förfoga över länen, upptäcktes av kungen, innan den kom till utbrott. Sammansvärjningen var en följd av den motvilja en del av den högre adeln och prästerskapet hade emot honom. Några, särskilt drotsen Krister Nilssons ättlingar, hyste gammalt hat till Karl Knutsson. Andra hade han troligen stött genom att lämna flera län endast "på räkenskap". Prästernas ovilja hade han väckt genom att fordra att de skulle hjälpa till i krig, och allmogens förtroende började han förlora, därför att han lämnade sina hövitsmän och fogdar alltför fritt spelrum. I spetsen för hans fiender stod den unge ärkebiskopen Jöns Bengtsson (Oxenstierna). Det därpå följande unionsmötet vid Avaskär, nära det nuvarande Kristianopel, sommaren 1451 strandade, och i september samma år utbröt öppen strid mellan Karl Knutsson och kung Kristian. Karl Knutssons ställning försvårades genom sammansvärjningar av bland andra ärkebiskopen, men efter flera rådsherrars medling, bilades stridsåtgärder tills vidare.

## Avsatt som kung
Under stilleståndet 1453–1455 fick Karl Knutsson tid att mer ägna sig åt landets inre angelägenheter. Han ordnade myntväsendet och lär ha underlättat för jordbruket. Särskilt lagskipningen intresserade han sig mycket för, och satt ofta själv till doms. Han lät sin hovmästare och kansler resa omkring landet och hålla räfsteting. Vid dessa ting fråndömdes inte sällan kyrkan olika gods, varför ärkebiskopen drog igång en manifestation. Detta resulterade efter en tid remiss till biskopen och domkapitlet när det var fråga om de andligas gods. När krig utbröt igen 1455, kunde Karl Knutsson i början framgångsrikt göra danskarna motstånd, men sedan hans marsk Tord Karlsson (Bonde) mördats i maj 1456 började Kristian få överhanden. Samtidigt växte missnöjet inom landet till följd av krigets pålagor, och i början av 1457 ansåg ärkebiskopen tiden vara inne för resning. Vid underrättelsen om upproret skyndade Karl Knutsson från Östergötland norrut, men blev i Strängnäs överrumplad av ärkebiskopen och kunde med möda rädda sig till Stockholm. Då han ansåg sig inte kunna lita på denna stads borgerskap, och inget stöd fick från sina hövitsmän och fogdar i landsorten, avseglade han till Danzig i februari samma år, där han sedan vistades till 1464. (Under denna tid lånade han staden 15 000 preussiska mark, för vilka han som pant erhöll staden Putzig med mera, som dock snart intogs av Tyska orden. Lånet stod kvar ända till 1704, då Karl XII krävde det tillbaka.)

## Återinsatt, avsatt och återinsatt igen
Vid biskop Kettils resning till förmån för ärkebiskopen (1463), som blivit satt i fängelse av kung Kristian, blev allmogens rop efter Karl Knutsson allt häftigare, och resningens ledare var tvungna att ge efter. Kung Karl återkom hösten 1464, men få medlemmar av den högre adeln slöt sig till honom. Så snart ärkebiskopen blivit frigiven satte han igång att stämpla till förmån för Kristian. Redan samma höst var upproret i full gång, och den 30 januari 1465 måste Karl avsäga sig kronan. Som ersättning fick han Raseborgs och Korsholms län samt Satakunda. Då biskop Kettil kort därefter avled, uppstod en spricka mellan ärkebiskopen och en del av högadeln, särskilt de mäktiga Axelssönerna (se Tott).  När sedan även riksföreståndaren Erik Axelsson (Tott) fullkomligt brutit med kung Kristian och unionspartiet, blev Karl Knutssons parti allt starkare, och i september 1467 återkallades Karl Knutsson som tågade in i Stockholm den 12 november samma år. Unionspartiet reste emellertid huvudet igen. Dess anförare var Erik Karlsson (Vasa), och kung Karl Knutssons vapen fördes av Nils och Sten Sture. Mitt under detta stridsbuller dog Karl Knutsson den 15 maj 1470, efter en helt kort sjukdom. Sin grav fick han i den till franciskanerklostret i Stockholm hörande kyrkan (nuvarande Riddarholmskyrkan). Den där befintliga gravvården över honom är uppförd av Johan III.

## Familj
Gift 1) före 1429 med Birgitta Turesdotter (Bielke) (död 1436), 2) 10 maj 1438 i Stockholm med Katarina Karlsdotter (Gumsehuvud) (död 1450), 3) På dödsbädden lät han 1470 viga sig med sin frilla Kristina Abrahamsdotter. 
Barn med Birgitta Turesdotter (Bielke):
1. Ture Karlsson (Bonde) (död ung före 23 juni 1447)
2. Kristina Karlsdotter (Bonde) (född omkr. 1432, död före 25 januari 1500)

Barn med Katarina Karlsdotter (Gumsehuvud):
1. Margareta Karlsdotter (Bonde) (c. 1442 – c. 1462), ogift[3]
2. Magdalena Karlsdotter (Bonde) (1443–1495), gift med Ivar Axelsson (Tott)
3. Rikissa Karlsdotter (Bonde) (f. c. 1445), nunna i Vadstena[4]
4. Birgitta Karlsdotter (Bonde) (1446–1469), nunna i Vadstena[5]
5. Fyra söner av okända namn döda som barn[4]

Barn med Kristina Abrahamsdotter:*
1. Karl Karlsson (Bonde) (c. 1465 – ?)

Det finns äldre källor som nämner en dotter Anna Karlsdotter (Bonde), gift med riddaren Håkan Svensson (Bölja), länsherre i Västerås, men modernare källor har ingenting om henne.

## Karl Knutssons eftermäle
Karl Knutssons liv sammanföll med en av de mer turbulenta perioderna i svensk historia, och egentligen är hans livsgärning bara en lång rad uppror och krig. Som kung hade han inte heller någon möjlighet att ägna sig åt mer fredlig verksamhet, eftersom han var ansatt av fiender från alla håll. Hans totala hänsynslöshet gjorde honom också avskydd i flera läger. Under 1460-talet åtnjöt han dock en betydande folklig popularitet, när alternativen hette Kristian av Oldenburg eller Jöns Bengtsson (Oxenstierna). Karl Knutssons eftermäle har dock främst färgats av att han setts som en mindre lyckad föregångare till senare, starkare härskare som med större kraft kunde hålla Sverige oberoende av Danmark.
På 1450-talet såg Karl Knutsson till att den rimmade så kallade Karlskrönikan skrevs. Denna är en skildring som framställer honom själv i en mycket positiv dager och som länge har haft ett stort inflytande över hans eftermäle. Han nyttjade också flitigt andra typer av propaganda. Hans skriverier fick dock snarare större betydelse för hans motståndares eftermäle än hans eget, och han är delvis skyldig till det dåliga rykte som häftat vid kungar som Erik av Pommern och i synnerhet Kristofer av Bayern.
Anledningen till att man ibland ser honom refererad till som Karl VIII är att Karl IX likt sin bror Erik XIV stödde sig på Johannes Magnus för att kunna anta ett högt och ärorikt ordningsnummer, och man senare räknat baklänges. I sin egen samtid refererades dock på Katarinas gravvård till Karl Knutsson som Karl II.
Enligt traditionen ska Karl Knutsson ha skrivit en dikt om sitt eget liv vilken lyder:
| ” | När jag var herre till Fogelvik var jag båd’ lycklig och rik. Men när jag blev kung över svearnas lan', vart jag en arm och olycklig man. | „ |

## Antavla
För Margareta Karlsdotter (Sparre av Tofta)s anor på mödernet har geni.com använts som källa.
|               |  |  |  |  |  |  |  |                                         |  |  |  |  |  |  |  |                                                             |  |  |  |  |  |  |  |                                          |  |  |  |  |  |  |  | Tord Petersson (Bonde)                     |
|               |  |  |  |  |  |  |  |                                         |  |  |  |  |  |  |  |                                                             |  |  |  |  |  |  |  |                                          |  |  |  |  |  |  |  |                                            |
|               |  |  |  |  |  |  |  |                                         |  |  |  |  |  |  |  |                                                             |  |  |  |  |  |  |  | Rörik Tordsson (Bonde)                   |  |  |  |  |  |  |  |                                            |
|               |  |  |  |  |  |  |  |                                         |  |  |  |  |  |  |  |                                                             |  |  |  |  |  |  |  |                                          |  |  |  |  |  |  |  |                                            |
|               |  |  |  |  |  |  |  |                                         |  |  |  |  |  |  |  |                                                             |  |  |  |  |  |  |  |                                          |  |  |  |  |  |  |  | Märta Röriksdotter                         |
|               |  |  |  |  |  |  |  |                                         |  |  |  |  |  |  |  |                                                             |  |  |  |  |  |  |  |                                          |  |  |  |  |  |  |  |                                            |
|               |  |  |  |  |  |  |  |                                         |  |  |  |  |  |  |  | Tord Röriksson (Bonde)                                      |  |  |  |  |  |  |  |                                          |  |  |  |  |  |  |  |                                            |
|               |  |  |  |  |  |  |  |                                         |  |  |  |  |  |  |  |                                                             |  |  |  |  |  |  |  |                                          |  |  |  |  |  |  |  |                                            |
|               |  |  |  |  |  |  |  |                                         |  |  |  |  |  |  |  |                                                             |  |  |  |  |  |  |  |                                          |  |  |  |  |  |  |  | Gisle Elinesson (Sparre av Aspnäs)         |
|               |  |  |  |  |  |  |  |                                         |  |  |  |  |  |  |  |                                                             |  |  |  |  |  |  |  |                                          |  |  |  |  |  |  |  |                                            |
|               |  |  |  |  |  |  |  |                                         |  |  |  |  |  |  |  |                                                             |  |  |  |  |  |  |  | Märta Gisledotter (Sparre av Aspnäs)     |  |  |  |  |  |  |  |                                            |
|               |  |  |  |  |  |  |  |                                         |  |  |  |  |  |  |  |                                                             |  |  |  |  |  |  |  |                                          |  |  |  |  |  |  |  |                                            |
|               |  |  |  |  |  |  |  |                                         |  |  |  |  |  |  |  |                                                             |  |  |  |  |  |  |  |                                          |  |  |  |  |  |  |  | Margareta Bengtsdotter                     |
|               |  |  |  |  |  |  |  |                                         |  |  |  |  |  |  |  |                                                             |  |  |  |  |  |  |  |                                          |  |  |  |  |  |  |  |                                            |
|               |  |  |  |  |  |  |  | Knut Tordsson (Bonde)                   |  |  |  |  |  |  |  |                                                             |  |  |  |  |  |  |  |                                          |  |  |  |  |  |  |  |                                            |
|               |  |  |  |  |  |  |  |                                         |  |  |  |  |  |  |  |                                                             |  |  |  |  |  |  |  |                                          |  |  |  |  |  |  |  |                                            |
|               |  |  |  |  |  |  |  |                                         |  |  |  |  |  |  |  |                                                             |  |  |  |  |  |  |  |                                          |  |  |  |  |  |  |  | N.N. Okänd man                             |
|               |  |  |  |  |  |  |  |                                         |  |  |  |  |  |  |  |                                                             |  |  |  |  |  |  |  |                                          |  |  |  |  |  |  |  |                                            |
|               |  |  |  |  |  |  |  |                                         |  |  |  |  |  |  |  |                                                             |  |  |  |  |  |  |  | Nils Kettilsson (Vasa)                   |  |  |  |  |  |  |  |                                            |
|               |  |  |  |  |  |  |  |                                         |  |  |  |  |  |  |  |                                                             |  |  |  |  |  |  |  |                                          |  |  |  |  |  |  |  |                                            |
|               |  |  |  |  |  |  |  |                                         |  |  |  |  |  |  |  |                                                             |  |  |  |  |  |  |  |                                          |  |  |  |  |  |  |  | N.N. Okänd kvinna                          |
|               |  |  |  |  |  |  |  |                                         |  |  |  |  |  |  |  |                                                             |  |  |  |  |  |  |  |                                          |  |  |  |  |  |  |  |                                            |
|               |  |  |  |  |  |  |  |                                         |  |  |  |  |  |  |  | Ramborg Nilsdotter (Vasa)                                   |  |  |  |  |  |  |  |                                          |  |  |  |  |  |  |  |                                            |
|               |  |  |  |  |  |  |  |                                         |  |  |  |  |  |  |  |                                                             |  |  |  |  |  |  |  |                                          |  |  |  |  |  |  |  |                                            |
|               |  |  |  |  |  |  |  |                                         |  |  |  |  |  |  |  |                                                             |  |  |  |  |  |  |  |                                          |  |  |  |  |  |  |  | Jon Nilsson Stierna (Rickebyätten)         |
|               |  |  |  |  |  |  |  |                                         |  |  |  |  |  |  |  |                                                             |  |  |  |  |  |  |  |                                          |  |  |  |  |  |  |  |                                            |
|               |  |  |  |  |  |  |  |                                         |  |  |  |  |  |  |  |                                                             |  |  |  |  |  |  |  | Christina Jonsdotter (Rickebyätten)      |  |  |  |  |  |  |  |                                            |
|               |  |  |  |  |  |  |  |                                         |  |  |  |  |  |  |  |                                                             |  |  |  |  |  |  |  |                                          |  |  |  |  |  |  |  |                                            |
|               |  |  |  |  |  |  |  |                                         |  |  |  |  |  |  |  |                                                             |  |  |  |  |  |  |  |                                          |  |  |  |  |  |  |  | N.N. dotter till Kettil Ragvaldsson (Puke) |
|               |  |  |  |  |  |  |  |                                         |  |  |  |  |  |  |  |                                                             |  |  |  |  |  |  |  |                                          |  |  |  |  |  |  |  |                                            |
| Karl Knutsson |  |  |  |  |  |  |  |                                         |  |  |  |  |  |  |  |                                                             |  |  |  |  |  |  |  |                                          |  |  |  |  |  |  |  |                                            |
|               |  |  |  |  |  |  |  |                                         |  |  |  |  |  |  |  |                                                             |  |  |  |  |  |  |  |                                          |  |  |  |  |  |  |  | Abjörn Sixtensson (Sparre av Tofta)        |
|               |  |  |  |  |  |  |  |                                         |  |  |  |  |  |  |  |                                                             |  |  |  |  |  |  |  |                                          |  |  |  |  |  |  |  |                                            |
|               |  |  |  |  |  |  |  |                                         |  |  |  |  |  |  |  |                                                             |  |  |  |  |  |  |  | Ulf Abjörnsson (Sparre av Tofta)         |  |  |  |  |  |  |  |                                            |
|               |  |  |  |  |  |  |  |                                         |  |  |  |  |  |  |  |                                                             |  |  |  |  |  |  |  |                                          |  |  |  |  |  |  |  |                                            |
|               |  |  |  |  |  |  |  |                                         |  |  |  |  |  |  |  |                                                             |  |  |  |  |  |  |  |                                          |  |  |  |  |  |  |  | Ingeborg Ulfsdotter (Ulv)                  |
|               |  |  |  |  |  |  |  |                                         |  |  |  |  |  |  |  |                                                             |  |  |  |  |  |  |  |                                          |  |  |  |  |  |  |  |                                            |
|               |  |  |  |  |  |  |  |                                         |  |  |  |  |  |  |  | Karl Ulfsson (Sparre av Tofta)                              |  |  |  |  |  |  |  |                                          |  |  |  |  |  |  |  |                                            |
|               |  |  |  |  |  |  |  |                                         |  |  |  |  |  |  |  |                                                             |  |  |  |  |  |  |  |                                          |  |  |  |  |  |  |  |                                            |
|               |  |  |  |  |  |  |  |                                         |  |  |  |  |  |  |  |                                                             |  |  |  |  |  |  |  |                                          |  |  |  |  |  |  |  | Sigmund Keldorsson (tre klöverblad)        |
|               |  |  |  |  |  |  |  |                                         |  |  |  |  |  |  |  |                                                             |  |  |  |  |  |  |  |                                          |  |  |  |  |  |  |  |                                            |
|               |  |  |  |  |  |  |  |                                         |  |  |  |  |  |  |  |                                                             |  |  |  |  |  |  |  | Kristina Sigmundsdotter (tre klöverblad) |  |  |  |  |  |  |  |                                            |
|               |  |  |  |  |  |  |  |                                         |  |  |  |  |  |  |  |                                                             |  |  |  |  |  |  |  |                                          |  |  |  |  |  |  |  |                                            |
|               |  |  |  |  |  |  |  |                                         |  |  |  |  |  |  |  |                                                             |  |  |  |  |  |  |  |                                          |  |  |  |  |  |  |  | Cecilia?                                   |
|               |  |  |  |  |  |  |  |                                         |  |  |  |  |  |  |  |                                                             |  |  |  |  |  |  |  |                                          |  |  |  |  |  |  |  |                                            |
|               |  |  |  |  |  |  |  | Margareta Karlsdotter (Sparre av Tofta) |  |  |  |  |  |  |  |                                                             |  |  |  |  |  |  |  |                                          |  |  |  |  |  |  |  |                                            |
|               |  |  |  |  |  |  |  |                                         |  |  |  |  |  |  |  |                                                             |  |  |  |  |  |  |  |                                          |  |  |  |  |  |  |  |                                            |
|               |  |  |  |  |  |  |  |                                         |  |  |  |  |  |  |  | Karls fjärde eller femte hustru. (Ej Helena Israelsdotter.) |  |  |  |  |  |  |  |                                          |  |  |  |  |  |  |  |                                            |
|               |  |  |  |  |  |  |  |                                         |  |  |  |  |  |  |  |                                                             |  |  |  |  |  |  |  |                                          |  |  |  |  |  |  |  |                                            |